# Transcripció fonètica
La transcripció fonètica és la representació d'una sèrie de sons d'una llengua mitjançant els signes d'un alfabet fonètic. El sistema de transcripció usat per la comunitat científica és l'Alfabet Fonètic Internacional (AFI). S'indica entre claudàtors.
Se solen distingir dos tipus de transcripció fonètica (ampla o estreta), segons si prescindeix dels matisos menys rellevants o intenta representar els mínims detalls. Si la transcripció només recull els fonemes i arxifonemes, es parla de transcripció fonològica.